# Zibar
Zibar ist die Bezeichnung für eine flache, nahezu symmetrische Dünenstruktur ohne Abrutschseite.

## Erstbeschreibung
Die aus dem Arabischen stammende Bezeichnung Zibar wurde im Jahr 1953 zum ersten Mal von D. A. Holm in die wissenschaftliche Fachliteratur eingeführt.

## Dimensionen
Im Grundriss sind Zibar-Formen geradlinig bis gewunden, sie können aber auch vollkommen unregelmäßig ausgebildet sein. Ihre Wellenlängen betragen 150 bis 400 Meter und ihre Höhen erreichen den Meterbereich.

## Assoziierung und Entstehung
Zibar-Formen gehen aus schlecht sortierten, bimodalen Residualsanden hervor, welche in Korridoren und Becken zwischen Großdünen oder generell als Unterlage in Wüstenebenen anzutreffen sind.
Zibar-Formen können zusammen mit Sicheldünen und Längsdünen auftreten, wobei letztere wiederum aus den ausgezogenen Hörnern der Sicheldünen hervorgegangen sind. Nielson und Kocurek (1986) beobachteten auch, dass bei zunehmender Korngröße abgerundete Zibar-Formen Dünen mit Abrutschhängen (engl. slip faces) ersetzen.
Die Entstehung der Zibar-Formen ist nach wie vor nicht restlos geklärt. Ihre Assoziation mit ausgeblasenen Arealen schlecht sortierter Sande deutet vordergründig auf eine Affinität zu größeren Ballistikrippeln. Dagegen spricht jedoch ihre hohe Wellenlänge, die ein Vielfaches realisierbarer Saltationslängen beträgt. Ein anderer Entstehungsmechanismus muss daher in Betracht gezogen werden. Die von Nielson und Kocurek festgestellte Assoziation mit transversalen Dünenformen legt nahe, dass in Arealen mit schlecht sortiertem, groben Sandangebot die Bildung eines Abrutschhanges auf der Leeseite unterbleibt und sich hier somit nur Zibar-Formen bilden können.

## Vorkommen
- Kalifornien: Algodones-Dünen[4]